# Spectrum (canción de Zedd)
«Spectrum» —en español: «Espectro»— es una canción de música electrónica realizada por el músico alemán Zedd. Está incluido en el álbum debut de Zedd, Clarity, lanzado en octubre de 2012. Fue lanzado como sencillo el 4 de junio de 2012 por el sello Interscope Records. Cuenta con la colaboración del cantante estadounidense Matthew Koma, uno de los vocalistas más requeridos en el año 2012, quien contribuyó en producciones de Alesso, Fedde le Grand & Nicky Romero, y Far East Movement. Alcanzó la primera ubicación del Billboard Hot Dance Club Play de la lista anual en 2012.

## Video musical
El video fue dirigido por Petro, y muestra una suerte de amor intergaláctico, donde una mujer que aterriza en el patio de la casa de un joven. Este le da asilo en su hogar y comparten momento de dispersión juntos. Luego, son interceptados por un oficial de policía y se da cuenta de que la muchacha tiene rasgos extraños, sus ojos totalmente negros similar al de un alien. Mientras duerme, sueña que es capturada al saber que está siendo buscada por toda la sociedad. Por eso, la pareja decide huir hacía rumbo desconocido, con la ayuda del propio Zedd que les cede las llave de un automóvil. Al otro lado de la ruta se puede ver al vocalista de la canción Matthew Koma, al lado de una motocicleta. Al anochecer, se detienen en un lugar donde la muchacha vuelve al lugar de donde pertenecía. La joven alien es protagonizada por la actriz y cantante Taryn Manning. y el muchacho que la ampara es interpretado por el actor estadounidense Derek Magyar.

## Otras versiones
- Una nueva remezcla realizada por la banda japonesa Livetune que incluye las voces en inglés por Hatsune Miku, fue incluida en la edición japonesa de Clarity.[5] Livetune había remezclado la canción originalmente a modo de bootleg y Zedd al escucharlo quedó impresionado con el resultado de la remezcla y pidió que se incluya en la versión japonesa como pista adicional.

- Yunho de TVXQ, Donghae & Eunhyuk de Super Junior, Kai & Lay de EXO y  Taemin & Minho de SHINee bajo el proyecto musical SM The Performance lanzó una versión en coreano con las voces de Taemin, Donghae y Yunho. Esta versión fue lanzada el 30 de diciembre de 2012 por S.M. Entertainment y lo recaudado se destinó a fines benéficos.[6] Alcanzó el número 43 en las listas semanales del Gaon coreano.[7]

## Lista de canciones
| Estados Unidos — Descarga digital |                           |          |  |
| N.º                               | Título                    | Duración |  |
| 1.                                | «Spectrum» (Radio Edit)   | 4:03     |  |
| 2.                                | «Spectrum» (Extended Mix) | 6:02     |  |

| Estados Unidos — Descarga digital (Remixes) |                                                             |          |  |
| N.º                                         | Título                                                      | Duración |  |
| 1.                                          | «Spectrum» (Extended Mix)                                   | 6:01     |  |
| 2.                                          | «Spectrum» (Armin van Buuren Remix)                         | 6:28     |  |
| 3.                                          | «Spectrum» (A-Trak & Clockwork Remix)                       | 5:05     |  |
| 4.                                          | «Spectrum» (Arty Remix)                                     | 6:05     |  |
| 5.                                          | «Spectrum» (Deniz Koyu Remix)                               | 6:35     |  |
| 6.                                          | «Spectrum» (Gregori Klosman & Tristan Garner Knights Remix) | 4:57     |  |
| 7.                                          | «Spectrum» (Congorock Remix)                                | 5:42     |  |
| 8.                                          | «Spectrum» (Monsta Remix)                                   | 5:30     |  |
| 9.                                          | «Spectrum» (Versión acústica)                               | 1:50     |  |
| 10.                                         | «Human» (con Nicky Romero)                                  | 4:17     |  |

## Posicionamiento en listas
| País           | Lista (2012–13)            | Mejor posición |
| -------------- | -------------------------- | -------------- |
| Alemania       | Media Control AG           | 80             |
| Austria        | Ö3 Austria Top 75          | 30             |
| Bélgica        | Ultratip flamenca          | 74             |
| Estados Unidos | Bubbling Under Hot 100     | 5              |
| Estados Unidos | Hot Dance Club Songs       | 1              |
| Estados Unidos | Hot Dance/Electronic Songs | 10             |
| Estados Unidos | Pop Songs                  | 36             |
| Estados Unidos | Heatseekers Songs          | 11             |
| Japón          | Japan Hot 100              | 4              |

| Año  | País           | Lista                  | Posición |
| ---- | -------------- | ---------------------- | -------- |
| 2012 | Estados Unidos | Hot Dance Club Songs   | 1        |
| 2013 | Estados Unidos | Dance/Electronic Songs | 40       |
| 2013 | Japón          | Japan Hot 100          | 41       |

#### Sucesión en listas
| Anterior: «Dark Side» de Kelly Clarkson | Hot Dance Club Songs — Sencillo Nro 1 1 de septiembre de 2012 — 8 de septiembre de 2012 | Siguiente: «Turn Up the Radio» de Madonna |

## Historial de lanzamientos
| País           | Fecha               | Formato                       | Discográfica       |
| -------------- | ------------------- | ----------------------------- | ------------------ |
| Estados Unidos | 4 de junio de 2012  | Descarga digital              | Interscope Records |
| Estados Unidos | 31 de julio de 2012 | Descarga digital (EP Remixes) | Interscope Records |